# 老津町
老津町（おいつちょう）は、愛知県豊橋市の地名。

## 地理
豊橋市南西部に位置する。北は大崎町、南西は杉山町に接する。

### 字一覧
- 新居（あらい）[WEB 5]
- 池上（いけがみ）[WEB 5]
- 石穴（いしあな）[WEB 5]
- 一本木（いっぽんぎ）[WEB 5]
- 稲場（いなば）[WEB 5]
- 岩塚（いわつか）[WEB 5]
- 後田（うしろだ）[WEB 5]
- 大津下（おおつした）[WEB 5]
- 大津中（おおつなか）[WEB 5]
- 沖田（おきだ）[WEB 5]
- 奥原（おくはら）[WEB 5]
- 御山塚（おやまづか）[WEB 5]
- 籠田（かごだ）[WEB 5]
- 鎌倉（かまくら）[WEB 5]
- 桐原（きりはら）[WEB 5]
- 切山（きりやま）[WEB 5]
- 桂王（けいおう）[WEB 5]
- 今下（こんげ）[WEB 5]
- 根竜（こんりゅう）[WEB 5]
- 新池（しんいけ）[WEB 5]
- 新田（しんでん）[WEB 5]
- 嵩山（すやま）[WEB 5]
- 多門田（たもんだ）[WEB 5]
- 飛原（とんばら）[WEB 5]
- 道林（どうりん）[WEB 5]
- 中北（なかきた）[WEB 5]
- 中原（なかはら）[WEB 5]
- 中聖（なかひじり）[WEB 5]
- 波入江（なみいりえ）[WEB 5]
- 西高縄（にしたかなわ）[WEB 5]
- 西中尾（にしなかお）[WEB 5]
- 西聖（にしひじり）[WEB 5]
- 東高縄（ひがしたかなわ）[WEB 5]
- 東中尾（ひがしなかお）[WEB 5]
- 東原（ひがしばら）[WEB 5]
- 東聖（ひがしひじり）[WEB 5]
- 前田（まえだ）[WEB 5]
- 的場（まとば）[WEB 5]
- 丸山（まるやま）[WEB 5]
- 三嶋（みしま）[WEB 5]
- 南原（みなみはら）[WEB 5]
- 南山（みなみやま）[WEB 5]
- 南山田（みなみやまだ）[WEB 5]
- 宮脇（みやわき）[WEB 5]
- 明見（みょうけん）[WEB 5]
- 向田（むかいだ）[WEB 5]
- 明新（めいしん）[WEB 5]
- 森崎（もりさき）[WEB 5]
- 薬師前（やくしまえ）[WEB 5]
- 谷東（やとう）[WEB 5]
- 山田（やまだ）[WEB 5]
- 山ノ神（やまのかみ）[WEB 5]
- 葭池（よしいけ）[WEB 5]

### 学区
- 公立高等学校 - 三河学区
- 公立中学校 - 豊橋市立章南中学校・豊橋市立高豊中学校[WEB 6]
- 公立小学校 - 豊橋市立老津小学校・豊橋市立富士見小学校[WEB 6]

## 歴史

### 人口の変遷
国勢調査による人口および世帯数の推移。
| 1995年（平成7年）  | 896世帯 3790人  |  |
| 2000年（平成12年） | 968世帯 3770人  |  |
| 2005年（平成17年） | 1070世帯 3798人 |  |
| 2010年（平成22年） | 1139世帯 3653人 |  |
| 2015年（平成27年） | 1097世帯 3549人 |  |

## 交通
- 国道259号[1]
- 豊橋鉄道渥美線老津駅[1]

## 施設
- 老津校区市民館[1]
- 豊橋市立老津小学校[1]
- 豊橋市立章南中学校[1]
- 豊橋市立家政高等専修学校[1]
- 老津保育園[1]
- 老津駐在所[1]
- NTT老津電話交換局[1]
- 老津郵便局[1]
- 豊橋市南部農協老津支所[1]
- 臨済宗妙心寺派大雲寺[1]
- 桂昌寺祥雲祥雲寺[1]
- 多聞院[1]
- 慈洞寺[1]
- 太平寺[1]
- 老津神社[1]
- 秋葉神社[1]

### WEB
1. ↑  “愛知県豊橋市の町丁・字一覧”.   人口統計ラボ. 2023年4月13日閲覧。
2. ↑  総務省統計局 (2017年1月27日). “平成27年国勢調査の調査結果(e-Stat) - 男女別人口及び世帯数 －町丁・字等” (CSV). 2021年7月21日閲覧。
3. ↑  “愛知県豊橋市の郵便番号一覧”.   日本郵便. 2023年4月13日閲覧。
4. ↑  “市外局番の一覧” (PDF).   総務省 (2022年3月1日). 2022年3月22日閲覧。
5. 1 2 3 4 5 6 7 8 9 10 11 12 13 14 15 16 17 18 19 20 21 22 23 24 25 26 27 28 29 30 31 32 33 34 35 36 37 38 39 40 41 42 43 44 45 46 47 48 49 50 51 52 53  “愛知県豊橋市 住所一覧から地図を検索”.   ONE COMPATH. 2023年8月17日閲覧。
6. 1 2  豊橋市教育委員会学校教育課学事グループ (2021年3月1日). “豊橋市小・中学校通学区域早見表” (PDF).   豊橋市. 2024年11月15日閲覧。
7. ↑  総務省統計局 (2014年3月28日). “平成7年国勢調査の調査結果(e-Stat) - 男女別人口及び世帯数 －町丁・字等” (CSV). 2021年7月20日閲覧。
8. ↑  総務省統計局 (2014年5月30日). “平成12年国勢調査の調査結果(e-Stat) - 男女別人口及び世帯数 －町丁・字等” (CSV). 2021年7月20日閲覧。
9. ↑  総務省統計局 (2014年6月27日). “平成17年国勢調査の調査結果(e-Stat) - 男女別人口及び世帯数 －町丁・字等” (CSV). 2021年7月21日閲覧。
10. ↑  総務省統計局 (2012年1月20日). “平成22年国勢調査の調査結果(e-Stat) - 男女別人口及び世帯数 －町丁・字等” (CSV). 2021年7月21日閲覧。
11. ↑  総務省統計局 (2017年1月27日). “平成27年国勢調査の調査結果(e-Stat) - 男女別人口及び世帯数 －町丁・字等” (CSV). 2021年7月21日閲覧。

### 書籍
1. 1 2 3 4 5 6 7 8 9 10 11 12 13 14 15 16 17 18 19 20  「角川日本地名大辞典」編纂委員会 1989, p. 1785.